# Primal Rock Rebellion
Primal Rock Rebellion je britská heavy metalová superskupina. Členové skupiny jsou kytarista Adrian Smith (Iron Maiden) a zpěvák Mikee Goodman (SikTh). Skupinu doprovází bubeník Dan Foord. První album skupiny nazvané Awoken Broken bylo vydáno na konci února 2012.

## Členové

### Současní členové
- Adrian Smith - kytara, baskytara, zpěv (2011-dosud)
- Mikee Goodman - zpěv (2011-dosud)

### Hostující členové
- Dan Frood - bicí (2011-dosud)

## Diskografie
- Awoken Broken (2012)